# Willy Teirlinck
Willy Teirlinck (Teralfene, 10 agosto 1948) è un ex ciclista su strada belga, professionista dal 1970 al 1986 e vincitore di cinque tappe al Tour de France.

## Carriera

### I primi anni (1970-1975)
Passò professionista il 25 settembre 1970 con la Sonolor-Lejeune, squadra francese diretta da Jean Stablinski: tra i dilettanti aveva ottenuto, a partire dal 1967, più di quaranta successi. Già l'anno seguente partecipò alla Parigi-Roubaix, alla Gand-Wevelgem e al Tour de France (prima di dieci presenze), conseguendo al contempo le prime vittorie in corse francesi minori (alla Flèche Côtière, all'Étoile des Espoirs). Nel 1972, grazie alle sue spiccate doti di velocista, arrivarono i primi trionfi a livello internazionale: Teirlinck seppe infatti imporsi in tre frazioni del Tour de France, a La Grande-Motte, con 3 secondi di vantaggio sul gruppo, a Pontarlier, battendo Leif Mortensen, e, con sei secondi sul peloton, in quella finale con tradizionale traguardo al Velodromo di Vincennes; sua fu peraltro la classifica degli sprint intermedi, nella quale superò il compagno di squadra Robert Mintkiewicz. Di rilievo in quella stagione anche il quarto posto alla Parigi-Roubaix e il decimo all'Amstel Gold Race.
Nel 1973 vinse in volata la prima semitappa della prima tappa del Tour de France 1973, a Rotterdam, e andò a vestire la maglia gialla di leader della classifica generale; perse però il simbolo del primato già nel pomeriggio, dopo la seconda semitappa, a favore del connazionale Herman Van Springel giunto al traguardo con più di due minuti sul gruppo. Due anni dopo si laureò campione belga su strada superando, nell'ordine, Walter Planckaert, Eddy Merckx ed Roger De Vlaeminck. Nella stessa stagione venne, per la prima e unica volta, selezionato per il mondiale di Yvoir; non concluse tuttavia la prova.

### Gli ultimi anni (1976-1986) e l'attività da DS
Nel 1976 fu sesto al Giro delle Fiandre, nono alla Parigi-Roubaix e piazzato nei venti alla Gand-Wevelgem e alla Freccia Vallone; tornò inoltre al successo al Tour de France, aggiudicandosi la frazione con arrivo a Saint-Gaudens in seguito al declassamento, causa positività all'antidoping, del vincitore di giornata Régis Ovion. L'annata seguente lo vide raggiungere la piazza d'onore alla Parigi-Roubaix, preceduto di 1'30" da Roger De Vlaeminck, e il quinto posto alla Gand-Wevelgem, il 1978 invece lo concluse con all'attivo anche due vittorie di tappa alla Vuelta a España. Cambiò squadra nel 1979, lasciando la Renault-Elf di Cyrille Guimard, con cui collaborava dal 1974, e unendosi al team spagnolo KAS-Campagnolo; confermò ancora i buoni risultati nelle classiche di primavera – fu quarto all'Amstel Gold Race, sesto alla Parigi-Roubaix, settimo alla Gand-Wevelgem e decimo alla Freccia Vallone – mentre in luglio fece sua per la seconda volta, dopo il 1972, la classifica degli sprint intermedi al Tour de France. L'anno dopo fu settimo alla Gand-Wevelgem, nel 1981 sesto alla Freccia Vallone e per l'ultima volta al via del Tour de France, che concluse in 111ª posizione. A partire dal 1982 fu attivo quasi unicamente in corse e circuiti su territorio belga: concluse la carriera ciclistica nel 1986, all'età di 38 anni.
Proprio in quell'anno iniziò l'attività di direttore sportivo per squadre professionistiche, prima alla Sigma/Histor, con Frans Van Looy, poi alla Collstrop di Luc Landuyt e alla RDM: dall'ammiraglia guidò, fino al 1997, ciclisti agli inizi delle loro carriere come Wilfried Peeters, Magnus Bäckstedt, Frank Høj, Benoît Salmon, Nico Eeckhout e Jakob Piil, ma anche atleti già affermati come Étienne De Wilde e Constant Tourné. Dal 2005 al 2009 è tornato nel ciclismo professionistico come direttore sportivo aggiunto di sodalizi belgi licenziati UCI Continental.

## Palmarès
- 1971

Flèche Côtière
1ª tappa Étoile des Espoirs
3ª tappa Étoile des Espoirs
4ª tappa Étoile des Espoirs
- 1972

10ª tappa Tour de France (Castres > La Grande-Motte)
16ª tappa Tour de France (Aix-les-Bains > Pontarlier)
20ª tappa, 2ª semitappa, Tour de France (Versailles > Parigi)
2ª tappa Tour du Nord
- 1973

Flèche de Liederkerke
1ª tappa, 1ª semitappa, Tour de France (Scheveningen > Rotterdam)
Grand Prix d'Orchies
5ª tappa, 2ª semitappa, Étoile des Espoirs
- 1974

Grand Prix de Denain
4ª tappa Giro del Lussemburgo
Grand Prix de Fourmies
1ª tappa Étoile des Espoirs
- 1975

2ª tappa, 2ª semitappa, Tour de l'Oise
Fléche Halloise
Campionati belgi, In linea
- 1976

Grand Prix Pino Cerami
2ª tappa, 1ª semitappa, Tour de l'Aude
4ª tappa Tour de l'Aude
13ª tappa Tour de France (Font-Romeu > Saint-Gaudens)
- 1977

3ª tappa, 2ª semitappa, Tour de l'Oise
Classifica generale Tour de l'Oise
3ª tappa Tour de l'Aude
1ª tappa Étoile des Espoirs
- 1978

5ª tappa Vuelta a España (Valladolid > Avila)
10ª tappa Vuelta a España (Tortosa > Calafell)
Classifica generale Tour de l'Oise
- 1979

1ª tappa Vuelta a Aragón
5ª tappa, 2ª semitappa, Vuelta a Aragón
- 1980

Circuit du Hageland
Fléche Halloise
St. Martens-Lierde
Grand Prix Beeckman-De Caluwé
1ª tappa Deutschland Rundfahrt
2ª tappa Parigi-Bourges
- 1981

Prix Victor Standaert
Grand Prix Beeckman-De Caluwé
- 1982

Circuit des Frontières
- 1983

Flèche de Liederkerke
Prix Victor Standaert
- 1984

Bruxelles-Ingooigem
Circuit des Régions Fruitières
- 1985

Grand Prix Lambrechts
Grand Prix Driessens
Kampioenschap van West-Vlaanderen
Circuit des Régions Linières

### Altri successi
- 1972

Classifica sprint Tour de France
- 1979

Classifica sprint Tour de France

## Piazzamenti

### Grandi Giri
- Tour de France

1971: 74º
1972: 66º
1973: 60º
1974: 65º
1975: 45º
1976: 67º
1977: fuori tempo (17ª tappa)
1978: 38º
1979: 56º
1981: 111º
- Vuelta a España

1978: 25º

### Classiche monumento
- Milano-Sanremo

1976: 23º
- Giro delle Fiandre

1973: 15º
1975: 12º
1976: 6º
1977: 14º
1979: 18º
1981: 12º
- Parigi-Roubaix

1971: 27º
1972: 4º
1976: 9º
1977: 2º
1978: 15º
1979: 6º
1981: 29º

### Competizioni mondiali
- Campionati del mondo

Yvoir 1975 - In linea: ritirato